# Résolution 121 du Conseil de sécurité des Nations unies
Membres permanents
- Chine (Taïwan)
- États-Unis
- France
- Royaume-Uni
- URSS

Membres non permanents
- Australie
- Belgique
- Cuba
- Iran
- Pérou
- Yougoslavie

Résolution no 120 Résolution no 122
La Résolution 121 est une résolution du Conseil de sécurité de l'ONU votée le 12 décembre 1956 concernant le Japon et qui recommande à l'Assemblée générale des Nations unies d'admettre ce pays comme nouveau membre.

## Contexte historique
À la suite de cette résolution ce pays est admis à l'ONU le 18 décembre 1956 ,.

## Texte
- Résolution 121 Sur fr.wikisource.org
- Résolution 121 Sur en.wikisource.org